# Valujki
Valujki (russisk: Валуйки) er en by i Belgorod oblast i den europæiske del af Den Russiske Føderation.
Valujki ligger ved floden Oskol, en biflod til floden Donets. Byen blev grundlagt i 1593 . Den har et areal på 34 km2
og et indbyggertal på 33.032 (2021) indbyggere. 